# Olympische Jugend-Sommerspiele 2014/Teilnehmer (Simbabwe)
| Gelbes Symbol für Goldmedaillen mit stilisierten Olympischen Ringen | Graues Symbol für Silbermedaillen mit stilisierten Olympischen Ringen | Braundes Symbol für Bronzemedaillen mit stilisierten Olympischen Ringen |
| ------------------------------------------------------------------- | --------------------------------------------------------------------- | ----------------------------------------------------------------------- |
| —                                                                   | —                                                                     | —                                                                       |

Die Jugend-Olympiamannschaft aus Simbabwe für die II. Olympischen Jugend-Sommerspiele vom 16. bis 28. August 2014 in Nanjing (Volksrepublik China) bestand aus zehn Athleten.

## Athleten nach Sportarten

### Leichtathletik
| Mädchen - Mary Joy Mudyiravanji 1500 m: 6. Platz 8 × 100 m Mixed: 10. Platz - Enlitha Ncube 3000 m: 12. Platz 8 × 100 m Mixed: 41. Platz | Jungen - Titus Nyati 3000 m: 12. Platz 8 × 100 m Mixed: 32. Platz |

### Reiten
- Sophie Teede
Springen Einzel: 15. Platz
Springen Mannschaft: 4. Platz (im Team Afrika)

### Rudern
| Mädchen - Daniella Du Toit Einer: 9. Platz | Jungen - Kyle Hinde Einer: 20. Platz |

### Schwimmen
| Mädchen - Robyn Lee 100 m Rücken: 32. Platz 50 m Schmetterling: 24. Platz 100 m Schmetterling: 26. Platz | Jungen - Chad Idensohn 50 m Freistil: 14. Platz 100 m Freistil: 23. Platz 50 m Rücken: DNS 50 m Schmetterling: 15. Platz |

### Triathlon
| Mädchen - Serena Rendell Einzel: 31. Platz Mixed: 16. Platz (im Team Welt 2) | Jungen - Drew Williams Einzel: 29. Platz Mixed: 16. Platz (im Team Welt 2) |